# Horace Cohen
Horace Joshua Cohen (New York, 15 oktober 1971) is een Nederlands acteur en komiek, die tevens de Amerikaanse nationaliteit bezit.

## Loopbaan
Cohen begon zijn acteercarrière op 15-jarige leeftijd als Henkie, de jongste mannelijke telg van de asociale familie Flodder in de eerste Flodderfilm (1986) van regisseur Dick Maas. In de twee daaropvolgende films en serie wordt zijn rol door anderen overgenomen. Cohen keert echter nog twee keer terug bij "Flodder". In de afleveringen Huisarrest (1998) en Egotrip (1998) van de televisieserie speelt hij een kleine rol als tennisjongen en klant.
De acteerprestaties van Cohen op het witte doek en op de beeldbuis beperken zich in de meeste gevallen tot dit soort bijrolletjes. Meermalen wordt hij in één adem genoemd met Ruben van der Meer, met wie hij in meerdere producties samen speelt. Zo is hij onder andere invaller bij de theatertournee van het improvisatiecabaret van de Lama's, waar Van der Meer ook onderdeel van uitmaakt. Verder bedacht Cohen samen met Van der Meer het tv-programma Live Opgenomen dat hij op Veronica televisie presenteerde. Een succesvol vervolg hierop waren hun komische programma's Froland (NPS/2000) en Frolive (NPS/2002). Hij was ook te zien in het improvisatieprogramma Kannibalen.
Cohen is een van de semi-bekende Nederlanders die in 2002 de jungle in trekt voor het televisieprogramma Bobo's in the bush.
In 2006 speelde Cohen het personage Mo in De Club van Sinterklaas op Jetix.
Vanaf 23 september 2007 presenteert hij samen met Willie Wartaal het kinderprogramma Villa Life.
Hij is ook vast panellid bij het programma Te leuk om waar te zijn van de TROS, eerst gepresenteerd door Yolanthe Cabau van Kasbergen en later door Vivienne van den Assem. Hij streed daarin tegen Jan Smit en later Ali B. Ook was hij in 2009 vaste gast in het programma Budget TV.
Vanaf begin 2010 presenteert Cohen bij de Joodse Omroep de serie Witz, een televisieprogramma met fragmenten van Joodse komieken, die door hem aan elkaar worden gepraat. Van februari tot april 2010 was hij samen met Ruben Nicolai en Tijl Beckand te zien in het tv-programma Gehaktdag, waarin bekende Nederlanders in humoristische toespraken werden geëerd.
In 2011 had hij een kleine rol in de Engelstalige actiefilm Amsterdam Heavy.
Horace was een van de deelnemers van Wie is de Mol?, editie 2011. Hij viel af in aflevering 3.
In het voorjaar van 2012 was Horace te zien in het SBS6-programma De schat van de Oranje. Hij viel als eerste af.
Sinds 17 maart 2013 presenteert hij samen met Sol Wortelboer het programma Don't try this at home voor televisiezender Comedy Central.
Op 5 september 2020 werd bekendgemaakt dat Cohen deel heeft genomen aan het jubileumseizoen van Wie is de Mol? in Toscane, Italië. Dit was de eerste keer in de geschiedenis van het programma dat oud-deelnemers mee mochten doen. Echter heeft Cohen nooit volledig het televisieprogramma verlaten na zijn eliminatie in 2011. Zijn iconische uitspraak "Trust nobody" is sinds 2011 geïntegreerd in de leader van de show. Cohen viel in het jubileumseizoen als derde kandidaat af. Eind 2022 was hij een van de presentatoren van De Bierkalender: Aftellen naar kerst op Viaplay.

## Filmografie
- De jackpot (2024) - Ober
- Game On (2024) - Opa Pro
- De Grote Muziekquiz (2023) - Zichzelf
- Zenith II (2022) - Jochem
- Kruimeltje en de strijd om de goudmijn (2020) - Roest
- Baantjer het Begin (2019) - Rechercheur Baks
- De Spa (soapserie) (2017) - Paul Vlemmings
- De Boskampi's (2015) – Rechercheur
- Arne Dahl - Upp till toppen av berget (2012) – Portier Amsterdam
- De schat van de Oranje (2012) – Zichzelf
- Wie is de reisleider? (2012) – Zichzelf
- Webcam (2011) – Antoin
- Amsterdam Heavy (2011) – Jansen
- Lang leve de tv! (2011) - Zichzelf
- Wat vindt Nederland? (2011) - Zichzelf
- Wie is de Mol? (2011/2020) – Zichzelf
- Gehaktdag – Zichzelf
- Oh My God (BNN) (2010) – Dater
- Megamind (animatiefilm) (2010) – Megamind (stem)
- Wat vindt Nederland? (2009) – Zichzelf
- Budget TV (2009) – Karl Heinz
- Moordwijven (2007) – Aankondiger
- Hitte/Harara (televisiefilm, 2007) – Jacco
- SEXtet (2007) – Hulpstuk 2
- Villa Life  (2007) – Zichzelf
- Shouf Shouf!  (2007) – Johnny (afl. Een goede buur, 2007)
- Van Speijk (televisieserie) – René Veerkamp (afl. Miss Baarsjes or not Miss Baarsjes, 2007)
- De Club van Sinterklaas (2006) – Mo (bijrol)
- Sextet: De nationale bedverhalen (2006) – Hulpstuk 2
- Alex FM (2005) – Nate Blumgarten
- Bitches televisieserie – Rol onbekend (afl. De Blér Bitch Prodject, 2005)
- Ellis in Glamourland (2004) – Jos
- Madame Jeanette (televisiefilm, 2004) – Agent markt
- Show Yourself (televisieserie, 2003–2004) – Coby
- Brush with Fate (televisiefilm, 2003) – Faculty Man
- Polonaise (televisiefilm, 2002) – Koffieverkoper
- Bach Was Deaf (2002) – Man 1
- All Stars (televisieserie) – Snelle jongen nr. 1 (afl. Big Soccer, 2001)
- De horzel (televisieserie) – Rol onbekend (2001)
- Soul Assassin (2001) – Politieman 1
- Frolive (televisieserie) – Verschillende rollen (2001)
- Frøland (televisieserie) – Meerdere rollen (2001)
- Lek (2000) – Vorrink 2
- Tinnef (video, 2000) – Bill
- Dit was het nieuws (2000) - zichzelf, met Ruben van der Meer
- Do Not Disturb (1999) – Ober in bar
- All Stars (televisieserie) – Clubgenoot (afl. Peter for President, 1999)
- The Delivery (1999) – Chief Interpol
- Live opgenomen (televisieserie) – Rol onbekend (1999)
- Flodder (televisieserie) – Klant (Afl., Egotrip, 1998)
- Flodder (televisieserie) – Tennisjongen (afl. Huisarrest, 1998)
- Erwassus (televisieserie) – Pablo (1997)
- Pisvingers! (1995) – Rol onbekend
- Goede tijden, slechte tijden (soapserie) – Jan Verbeek (1991)
- Amsterdamned (1988) – nasynchronisatie
- Flodder (1986) – Henkie Flodder

## Discografie
- MSiep & DJ Harko ft. Koepak - Hørk – (Koepak - Horace Cohen)
- MSiep & DJ Harko ft. Koepak - Love Hørks – (Koepak - Horace Cohen)